# Tommykaira

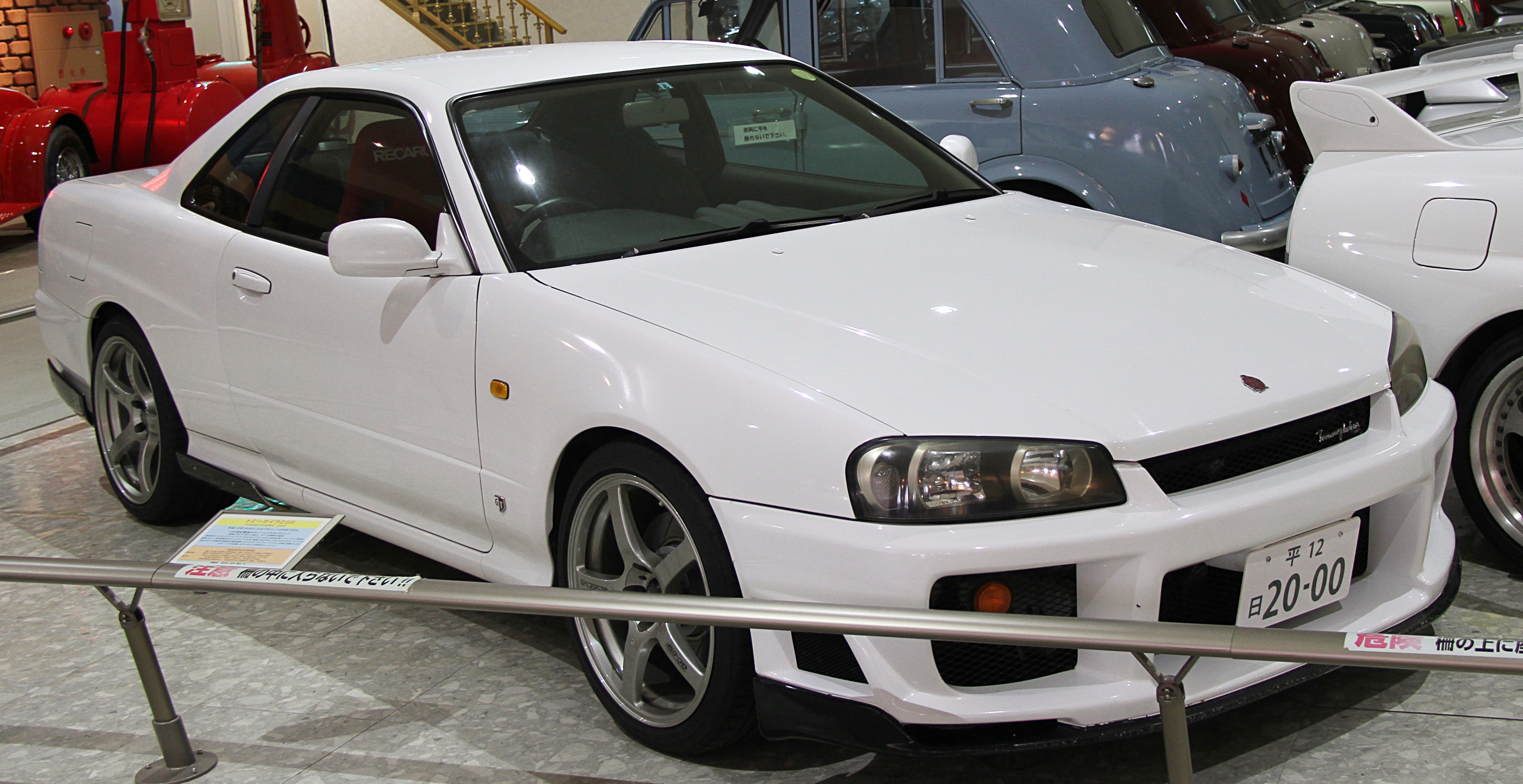

La Tommykaira (株式会社トミタ夢販売?, Tomita Yume Hanbai) è un'azienda giapponese, che si occupa di tuning automobilistico, fondata il 1º maggio 2002, con sede a Minami-ku, a Kyoto. La compagnia prese il proprio nome dai due fondatori, Yoshikazu Tomita e Kikuo Kaira. L’azienda madre fu originariamente fondata nel 1968 e registrata come Tomita Yume Kōjō. Molte delle auto personalizzate dalla Tommykaira sono presenti nelle serie di videogiochi Gran Turismo e Forza Motorsport.

## Elaborazione di auto
Nel 1987, Tommykaira svelò una versione elaborata di una Mercedes-Benz 190E, che fu nominata "Tommykaira M19". La compagnia subito dopo rilasciò la M30E, basata sulla Mercedes-Benz 300E. Dal 1988 Tommykaira si concentrò su auto costruite in Giappone, ottenendo contratti stabili con i costruttori Nissan e Subaru. Nello stesso anno, Tommykaira elaborò per la prima volta una Nissan Skyline R31 (rinominata come Tommykaira M30). Nel 1993 fu il turno della Subaru Impreza (Tommykaira M20B) e della Nissan March (equivalente giapponese della Nissan Micra, rinominata Tommykaira M13). Infine, nel '94, fu oggetto di elaborazione per la prima volta la prima Subaru Legacy Wagon (Tommykaira M20TB).
L'azienda si concentrò maggiormente su modifiche meccaniche e estetiche di quattro auto: Nissan Skyline, Nissan March, Subaru Impreza e Subaru Legacy.
Altri modelli modificati sono la Nissan 300ZX (Fairlady Z in Giappone e America), la Nissan Silvia, la Nissan GTR R-35, la Toyota Vitz (equivalente giapponese della Yaris), la Nissan 350Z (modello successivo alla 300ZX), e molte kei car (piccole auto giapponesi con motore da 600cc circa, 64CV e peso intorno alla tonnellata, che nell'Arcipelago godono di vantaggi fiscali) di vari costruttori.
La Tommykaira rinomina le auto come se fossero interamente prodotte da essa con il consenso delle case madri originarie. Per esempio, una Subaru Impreza è commercializzata come Tommykaira M20b o una Nissan 350Z come Tommykaira Z. Questo fenomeno non è inusuale, poiché anche elaboratori come i tedeschi Ruf e Gemballa operano in modo simile con le auto della Porsche.
Sull'altra faccia della medaglia, il processo di rinomina portato avanti dalla Tommykaira ha sollevato alcune controversie direttamente correlate allo status della azienda come costruttore di automobili. Stando allo spot fornito dal videogioco Gran Turismo 2, "nel 1988 (la Tommykaira) ebbe successo con l'introduzione della Tommykaira M30, la prima auto giapponese completamente modificata ad alte prestazioni [...] mentre nel 1997 costruì e commercializzò la propria auto sportiva, la ZZ"